# Umweltschutzgruppe Physik-Geowissenschaften
Die Umweltschutzgruppe Physik-Geowissenschaften war eine Umweltschutzorganisation in Hamburg, die zwischen 1975 und 2010 bestand.

## Geschichte

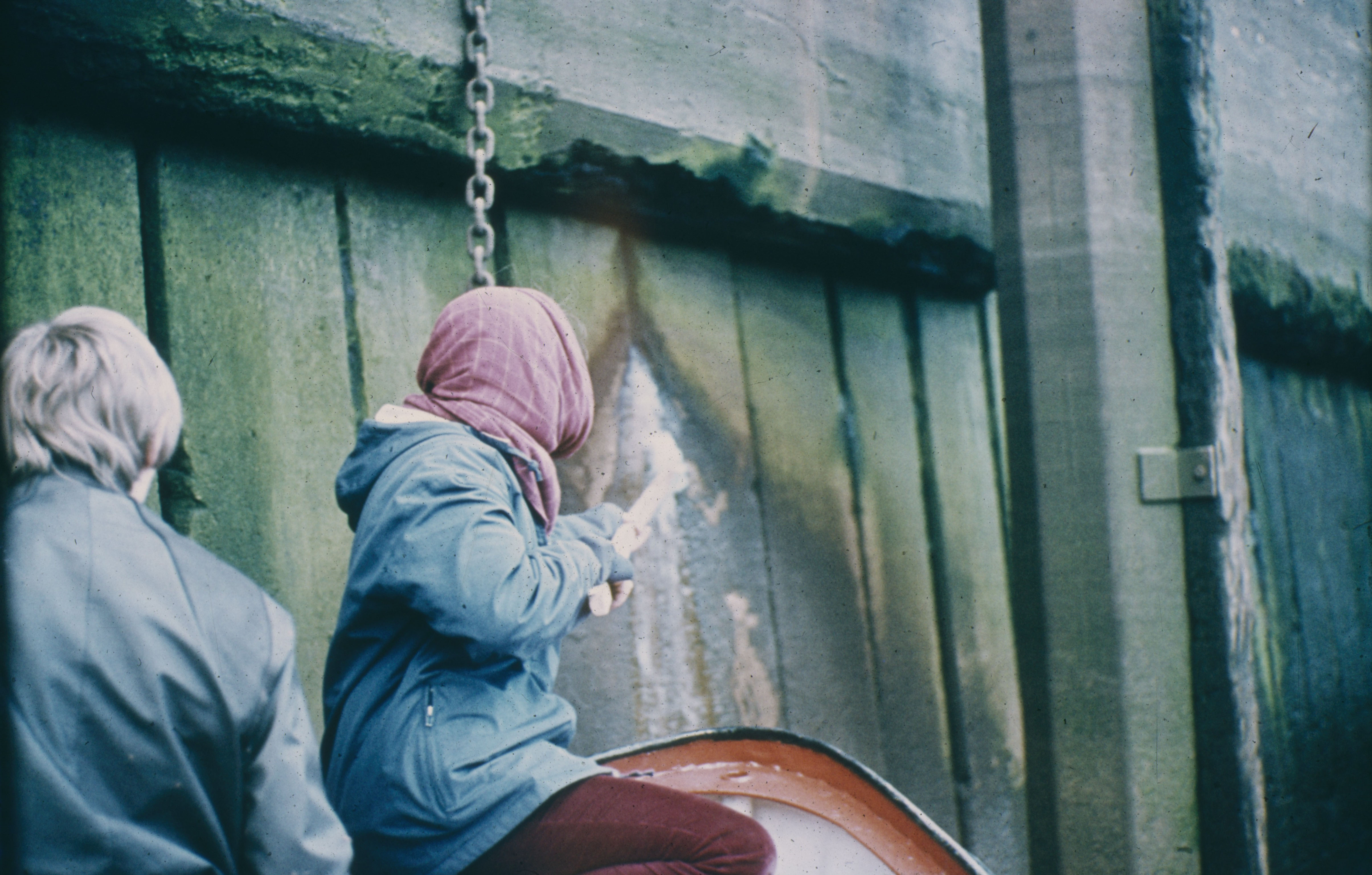
Probennahme in den Abwassereinleitungen der Norddeutschen Affinerie um 1982

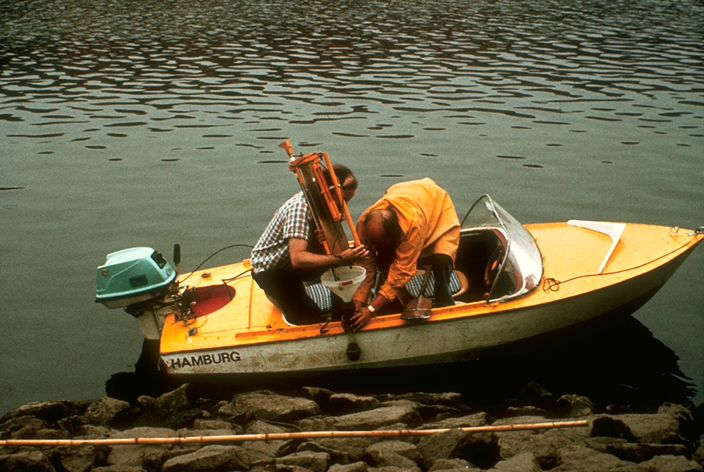
Die frühen Abwasserproben wurden mit kleinen Sportbooten im Hamburger Hafen durchgeführt. Um 1980

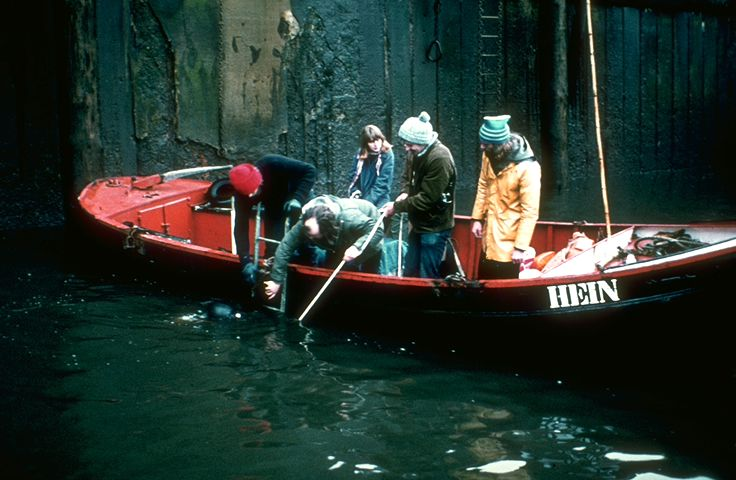
1981 nimmt ein Taucher Schlickproben in den Kanälen der Norddeutschen Affinerie. Die Proben waren sehr stark mit Schwermetallen belastet

Die Umweltschutzgruppe Physik-Geowissenschaften wurde 1975 als studentische Initiative zur Zeit der Atomauseinandersetzungen um das Kernkraftwerk Brokdorf gegründet. Die anfänglichen Arbeiten galten der Analyse der Industrialisierung der Unterelberegion wie sie vom damaligen Wirtschaftssenator Hamburgs Helmuth Kern als „Achsenmodell“ vorgeschlagen worden war.
Ab 1979 begann die Gruppe eigene Messungen zur Überprüfung der Luft- und Wasserqualität in Hamburg vorzunehmen. 1981 deckte sie auf, dass die Norddeutsche Affinerie Abwässer mit stark überhöhten Schwermetallkonzentrationen (vor allem Cadmium, Arsen, Kupfer, Zink und Blei) in die umliegenden Hafenbecken leitete. 1983 legte sie ein großflächig über das Hamburger Hafengebiet gelegtes Untersuchungsprogramm vor, bei dem Hafenschlick auf Schwermetalle untersucht wurde. Dabei wurden mehrere Hafenteile als stark belastet erkannt. Wiederum waren die Kanäle vor der Norddeutschen Affinerie die am stärksten belasteten Hafengebiete. Die Ergebnisse der Hafen- und Abwasserüberprüfungen erschienen in drei Publikationen „Wasser 1-3“ zwischen 1981 und 1988.
In den folgenden Jahren wurden durch Auflagen der Hamburger Umweltbehörde umfangreiche Sanierungsarbeiten bei der Norddeutschen Affinerie durchgeführt. Anfang der 1980er Jahre war die Mitgliederzahl auf über 40 Personen angewachsen. Um besser die Kontrollfahrten zu den Abwassereinläufen im Hafen organisieren zu können, kaufte die Gruppe 1982 eine eigene Barkasse „Elise“. Der Filmemacher Wolfgang Morell dokumentierte den Kauf und die Restaurierung der Elise in seinem Film „Wasserzeichen“. Die Barkasse wurde 1995 wieder verkauft, da die Unterhaltung des Schiffes zu viel Arbeitskapazität blockierte.
1985 veröffentlichte die Gruppe ihr Buch „Glänzende Geschäfte“ über die Norddeutsche Affinerie. Weitere Veröffentlichungen behandelten die Müllentsorgung („Sondermüll“ (1988) und „Müllkonzept“ (1989)) sowie die Klärschlammproblematik („Klärschlamm“ (1998)). Einen Hauptkritikpunkt fand die Gruppe in den ungenügenden Handlungen der Behörden, die in der Gesetzgebung und mit schwachen Kontrollen den einleitenden Firmen allzu oft in die Hände spielten. Seit den 1990er Jahren sind die Mitgliederzahlen – wie in vielen Bürgerinitiativen – stark geschrumpft.

## Publikationen
- Schwermetalle die Langzeitgifte, Hamburg, 1980
- Wasser in Hamburg – Giftig Salzig Dreckig Stinkig, Hamburg, 1981
- Wasser in Hamburg 2, Hamburg, 1983
- Glänzende Geschäfte, Umwelt hin – Geld her, Hamburg, 1985
- Sondermüll ..hierzu liegen dem Senat keine Erkenntnisse vor, Hamburg, 1988
- Müllkonzept, Hamburg, 1989
- Wasser in Hamburg 3, Hamburg, 1988
- Klärschlamm, Hamburg, 1998